# Červen 2013
1. června – sobota
 Po několikadenních vytrvalých deštích dosáhly hladiny řek na řadě míst v Plzeňském i v Ústeckém kraji třetího stupně povodňové aktivity. Stav ohrožení byl vyhlášen na Kamenici na Děčínsku i na Radbuze ve Stankově a na Klabavě v Nové Huti. Obce ale zatím chrání protipovodňové valy.
 Po Turecku se šíří nepokoje spuštěné pátečním zásahem policie proti lidem, kteří pokojně demonstrovali proti výstavbě obchodního centra v Istanbulu. Demonstranti stále více vyjadřují nesouhlas s celou vládou premiéra Erdoğana.
2. června – neděle
 Silné a vytrvalé deště způsobují ve střední Evropě rozsáhlé záplavy. V Německu a Švýcarsku už kvůli povodním v posledních dnech zemřeli nebo jsou pohřešováni minimálně čtyři lidé, v Rakousku musela být z obce Ettenau evakuována zhruba stovka lidí.
 Povodně v Čechách značně zesílily. Třetí stupeň povodňové aktivity byl vyhlášen již na 50 místech. V Praze byl vyhlášen stav nebezpečí, bylo uzavřeno 8 stanic metra, v troskách podmáčené chatky zahynula žena a pohřešují se tři vodáci. 
 V Praze se narodila první česká paterčata, 4 chlapci a jedno děvče. Porod byl proveden císařským řezem, matka a všechny děti jsou v pořádku.
4. června – úterý
 Povodně v Čechách kulminovaly v Praze a Mělníce, v Ústí nad Labem a v Děčíně se maximální výška hladiny na řece Labi očekává během desítek hodin. Třetí stupeň povodňové aktivity a stav nebezpečí byl vyhlášen na desítkách míst v celých Čechách. V Praze byla uzavřena většina stanic metra. Je hlášeno celkem 7 obětí na životech a pohřešují se čtyři vodáci. 
5. června – středa
 Hladina Dunaje v Bratislavě stoupá a překonala maximální výši povodní v roce 2002. Primátor Bratislavy Milan Ftáčnik vyhlásil na celém území města mimořádnou situaci. U vodní elektrárny Gabčíkovo našli záchranáři ve vodě lidské tělo, patrně první oběť záplav na Slovensku.
6. června – čtvrtek
 Po týdnu demonstrací proti vládě premiéra Erdoğana v Turecku jsou hlášeny 3 oběti na životech a kolem 4000 zraněných. Zatímco v Istanbulu se situace uklidňuje, Ankara zažila tvrdé střety a policie nasadila slzný plyn.
 Lucie Hradecká s Františkem Čermákem vyhráli jako čtvrtý český pár smíšenou čtyřhru na Roland Garros.
8. června – sobota
 Hladina řeky Dunaje v Budapešti překonala doposud rekordní hranici 8,6 m a stále stoupá, kulminovat by měla v pondělí. Velké problémy s rozvodněným Labem má i německý Magdeburg. Jen pomalu klesá vzedmutá hladina řeky Sály ve městě Halle.
9. června – neděle
 Synovec Evy Gerové oznámil, že tato prvorepubliková herečka zemřela ve středu 5. června.
11. června – úterý
 Ve věku 60 let zemřel cimrmanolog a herec Jan Kašpar.
 Řecká vláda nařídila kvůli úsporám přerušení vysílání celostátní veřejnoprávní televize a rozhlasu ERT.
13. června – čtvrtek
 Policejní Útvar pro odhalování organizovaného zločinu (ÚOOZ) provádí od středečního večera rozsáhlé razie zaměřené na některé známé osobnosti české politické scény a přední lobbisty. Detektivové zasahovali například na Úřadě vlády, ministerstvu obrany, pražském magistrátu a v sídlech známých lobbistů Romana Janouška a Ivo Rittiga. Zatčeni byli bývalí poslanci Petr Tluchoř a Ivan Fuksa, dále Jana Nagyová, označovaná za „pravou ruku“ premiéra Petra Nečase a několik dalších osob. Premiér ve svém prohlášení uvedl, že nevidí důvod k rezignaci.
15. června – sobota
 Prezidentem Íránu byl už v prvním kole přímých voleb zvolen proreformní duchovní Hasan Rúhání.
16. června – neděle
 Premiér Petr Nečas oznámil, že v pondělí 17. června rezignuje na svou funkci. Stane se tak kvůli obvinění jeho nejbližší spolupracovnice Jany Nagyové z trestné činnosti.
17. června – pondělí
 Předseda vlády Petr Nečas podal demisi do rukou prezidenta republiky a rezignoval také na funkci předsedy Občanské demokratické strany. Po dokončení poslaneckého mandátu má v plánu zcela opustit politický život.
18. června – úterý
 Na mnoha místech v Česku padají teplotní rekordy pro 18. červen. V pražském Klementinu naměřili 33,5 stupně Celsia, vůbec nejtepleji bylo v Praze-Karlově, kde naměřili 37 °C. Další maxima byla překonána ve Staňkově s teplotou 36,4 °C, Klatovy hlásí 35,7 °C a v Táboře naměřili 34 °C.
19. června – středa
 Ve věku 48 let zemřel v Praze hudebník a básník Filip Topol, vůdčí osobnost undergroundové skupiny Psí vojáci.
 Grémium Občanské demokratické strany, která je nejsilnějším vládním koaličním subjektem, navrhlo do úřadu předsedkyně vlády Miroslavu Němcovou, stojící od června 2010 v čele dolní komory.
25. června – úterý
 Prezident České republiky Miloš Zeman jmenoval novým předsedou vlády Jiřího Rusnoka.
28. června – pátek
 Byl zprovozněn nový úsek dálnice D3 z Tábora do Veselí nad Lužnicí.